# 馬克斯韋爾 (內布拉斯加州)
馬克斯韋爾（英語：Maxwell）是位於美國內布拉斯加州林肯縣的村。

## 人口
根據2020年美國人口普查的數據，馬克斯韋爾的面積為1.20平方千米，皆為陸地。當地共有人口257人，而人口密度為每平方千米214人。